# Konrul
Dans la mythologie turque, Konrul, également appelé Kongrul et Konqrul (Azeri : Qonrul, قنرل, Гонрул) est un oiseau de longue vie qui se régénère ou renaît cycliquement, comme le phénix.

## Description
Konrul est représenté comme une créature ailée en forme d'oiseau, suffisamment grande pour emporter un éléphant. Il apparaît sous la forme d'un paon avec une tête de chien et les griffes d'un lion, parfois même avec un visage humain. Il n'aime pas les serpents et son habitat naturel est un endroit où il y a beaucoup d'eau. On dit que ses plumes sont de la couleur du cuivre, et bien qu'il ait été décrit à l'origine comme un oiseau-chien, il a été montré plus tard avec une tête de chien. [réf. nécessaire]

### Toghrul
Konrul a également un jumeau nommé Toghrul (Tu'rul). Dans un récit, un héros sauve la progéniture de Konrul en tuant un serpent qui rampait dans l'arbre pour se nourrir d'elle. En récompense, Konrul lui donne trois de ses plumes que le héros utilise pour l'appeler à l'aide en les brûlant. Plus tard, Konrul l'emmène dans un pays lointain. Dans un autre, Konrul transporte le héros hors du monde des ténèbres.
Turul et Konrul, jumeaux intimes, sont également connus sous les noms de Buğdayık et Kumayık ou Semrük et Kerkes et parfois Züzülö et Öksökö. Ils se perchent dans l'arbre de vie, qui se trouve au milieu du monde.

## Similarité avec d'autres oiseaux mythiques
Konrul est souvent identifié au phénix grec ou au Simorgh persan (dans les langues turques, Semrük). Il présente également de nombreuses similitudes frappantes avec le Garuda indien.

## Zumrud Anka
Anka, également orthographié Ankha ou Angha (persan : عنقا, de l'arabe عنقاء Anqa, phénix) et également connu sous le nom de Simurgh, est une créature volante mythique, bienveillante et une figure commune dans les cultures du Moyen-Orient. On retrouve cette figure à toutes les époques de l'art et de la littérature du Grand Iran, ainsi que dans l'iconographie de l'Arménie médiévale, de l'Empire byzantin et d'autres régions qui se trouvaient dans la sphère d'influence culturelle de la Perse. L'oiseau mythique est également présent dans la mythologie des peuples turcs d'Asie centrale et est appelé Semrug, Semurg, Samran et Samruk,. Simurgh est abrégé en Sīmīr en langue kurde.
Konrul porte également le nom de Zumrud (persan : زمرد, romanisé : zomorrod, zumurrud) qui signifie émeraude. Dans le folklore azéri, un héros nommé Malik Mammad était le fils d'un des rois les plus riches d'Azerbaïdjan qui possédait un grand jardin. Au centre du jardin se trouvait un pommier magique qui donnait des pommes tous les jours. Un vilain géant appelé Div (du persan دیو dîv démon) décide de voler toutes les pommes chaque nuit. Le roi envoie alors Malik Mammad et ses frères aînés combattre le géant, d'où Malik Mammad sauve les bébés de Zumrud d'un Azhdaha (dragon persan). Zumrud, satisfait de Malik Mammad, décide de l'aider. Lorsque Malik Mammad veut passer du "Monde des Ténèbres" au "Monde de la Lumière", Zumrud lui demande de fournir "quarante demi-carcasses de viande et quarante outre remplies d'eau". Zumrud met l'eau sur son aile gauche et la viande sur l'autre et Malik Mammad peut entrer dans le "Monde de la Lumière".

## Voir également
- Phénix
- Simurg
- Turul
- Oksoko